# Dickie Jones
Dickie Jones, también conocido como Dick Jones (Snyder, Texas, Estados Unidos, 25 de febrero de 1927 - Northridge, California, Estados Unidos, 7 de julio de 2014), fue un actor y actor de voz estadounidense, más conocido por ser la voz de Pinocho en la película animada Pinocho de 1940 producida por Disney.

## Biografía

### Primeros años
Jones nació en Snyder, la sede del condado de Scurry (Texas). Hijo de un director de periódico, a la edad de cuatro años Jones era un jinete talentoso.

### Carrera
A los seis años Jones fue contratado para hacer trucos a caballo en un rodeo. Hoot Gibson, el empresario del rodeo, convenció a los padres de Jones de que había un lugar para él en Hollywood, por lo que el niño y su madre se mudaron allí, donde comenzó su carrera como actor.

### Fallecimiento
49 años después de abandonar el doblaje, el actor falleció a la edad de 87 años por causas naturales en su apartamento el 7 de julio de 2014.

## Filmografía destacada
| Año       | Película                    | Personaje                               | Observaciones       |
| 1940      | Pinocho                     | Pinocho                                 | Voz                 |
| 1943      | El cielo puede esperar      | Albert Van Cleve (15 años)              |                     |
| 1944      | Las aventuras de Mark Twain | Samuel Clemens (15 años)                |                     |
| 1951-1953 | The Range Rider             | Dick West                               | Serie de televisión |
| 1950-1954 | El show de Gene Autry       | Tom Jackson/Randy Barker/Tim Morgan     | Show                |
| 1954-1955 | Annie Oakley                | Clell Morgan / Steve Donavan / Bob Neil | Serie de televisión |
| 1955-1956 | Buffalo Bill, Jr.           | Buffalo Bill Jr.                        | Serie de televisión |
| 1964      | The Devil's Bedroom         | Norm                                    |                     |
| 1965      | Requiem for a Gunfighter    | Cliff Fletcher                          |                     |